# Lillå
Lillå är en by som ligger utmed Vindelälven i Lycksele kommun, Västerbottens län. Byn ligger på den södra sidan av älven och har Forsholm på motsatt sida. Den nedre delen (i älvens riktning) av byn kallas Sunnanå.
Lillå anlades som nybygge 1824 av Nathanael Nathanaelsson från Bjursele. 
Fram till 1955  var Lillå utan vägförbindelse om man bortser från is- och vattenvägen till Rusksele. En egen affär fanns i byn under 1930-talet. 
Byns skola lades ned 1951, själva skolbyggnaden drogs över isen till Rusksele i mars 1954. Ett riskfyllt företag som drog en publik på närmare 200 personer enligt lokaltidningen.
I dagsläget (2009) finns det en bofast familj i byn. Många av de övriga husen nyttjas under sommaren och inte minst under älgjakten på hösten.